# Перипетия
Перипети́я (греч. περιπέτεια) — в античной мифологии внезапное исчезновение удачи в делах, возникающее как реакция богов на излишне самоуверенное поведение героя. В дальнейшем приводит к божественному возмездию — немезису (др.-греч. Νέμεσις).
В современном языке означает внезапную неблагоприятную перемену судьбы либо неожиданное осложнение.
В драматургии — приём, обозначающий неожиданный поворот в развитии сюжета и усложняющий фабулу.
В своём трактате «Поэтика» Аристотель определил перипетию как «превращение действия в его противоположность». По словам философа, наряду с узнаванием это важнейший элемент фабулы. Так, в «Царе Эдипе» Софокла пастух, являющийся, чтобы открыть Эдипу его происхождение и тем самым рассеять его страх, достигает своим разоблачением противоположного эффекта, разрушив безоблачное незнание главного героя.
Лессинг и многие другие теоретики трагедии приписывали Аристотелю понимание этого термина и сами понимали его в смысле кульминации — того поворотного пункта трагического действия, который определяет собой начало нисходящей линии повествования (развязки).